# Arbeitsgemeinschaft zur geistlichen Unterstützung in Mennonitengemeinden
Die  Arbeitsgemeinschaft zur geistlichen Unterstützung in Mennonitengemeinden (AGUM) ist ein Zusammenschluss mennonitischer Gemeinden meist russlanddeutscher Herkunft in Deutschland.
Die Arbeitsgemeinschaft wurde formell 1978 gegründet, geht jedoch auf eine bereits seit 1972 aktive Initiative zur Betreuung russlanddeutscher mennonitischer Aussiedler (Mennonitische Umsiedlerbetreuung) zurück. Seit dem Jahr 2000 besitzt die AGUM eine rechtliche Struktur als eingetragener Verein. In der Arbeitsgemeinschaft arbeiten heute über zwanzig Gemeinden mit etwa 6.400 Mitgliedern zusammen. Die Gemeinden selbst besitzen nach dem Konzept des Kongregationalismus eine weitgehende Autonomie. Die AGUM als gemeinsamer Dachverband tritt vor allem über Weiterbildungen für Mitarbeiter oder gemeinsame Konferenzen auf. Es gibt eine gemeinsame Missionsarbeit, Dirigentenschule und Zeitschrift. Der Christliche Missions-Verlag (CMV) wurde von einer Gemeinde, die zur AGUM gehört, gegründet. Die AGUM ist heute eine von mehreren mennonitischen Gemeindeverbänden in Deutschland. Wie die AMG ist die AGUM innerhalb des täuferisch/mennonitischen Spektrums den kirchlichen Mennoniten zuzuordnen, besitzt aber ein theologisch eher konservatives und evangelistisches Profil. Internationale Kontakte bestanden in den ersten Jahren vor allem zu den kanadischen Mennoniten. Gegenwärtig bestehen enge Beziehungen zur Partnergemeinden in Mexiko, in den USA, in Kanada, Belize und Bolivien. Zu anderen mennonitischen Zusammenschlüssen unterhält die AGUM ansonsten keine Kontakte. Die AGUM ist zurzeit auch nicht Mitglied der Mennonitischen Weltkonferenz.